# Albert Baró i Coll
Albert Baró i Coll (Sant Esteve de Palautordera, 29 d'abril de 1996) és un actor català, conegut pels seus papers de Gabi a Els nens salvatges i, especialment, pel de Joan Capdevila a la sèrie Merlí de TV3.

## Biografia
Procedent d'una família amb tradició en el teatre, va donar les primeres passes en aquest món al grup amateur Horitzó Teatre de Sant Esteve de Palautordera, amb el qual ha realitzat diverses produccions com Els Pastorets, Abrazo-Sant Esteve Tsunami o una versió de Grease. Amb 12 anys aconsegueix la seva primera feina professional interpretant en Johan durant la novena i part de la desena temporada de la sèrie El cor de la ciutat. Des d'ençà alternà el batxillerat amb la interpretació. L'any 2009, també a televisió, va fer de Jaumet a la breu sèrie Les veus del Pamano. L'any 2012 va saltar al cinema amb el paper de Gabi, un dels protagonistes de Els nens salvatges i el 2014 va aparèixer també a Asmodexia, del director Marc Carreté. D'altra banda, en teatre ha participat en l'obra Els nostres tigres beuen llet d'Albert Espinosa, que es va representar al Teatre Nacional de Catalunya.
L'any 2015 va entrar a formar part del repartiment de la nova sèrie de TV3 Merlí. Va interpretar en Joan Capdevila. Darrerament també ha aparegut al videoclip The Less I Know the Better del grup australià Tame Impala. Entre 2015 i 2016 realitzà un curs d'interpretació a l'escola Laura Jou i darrerament ha participat en una obra de teatre, Citizenship, que es va estrenar el març a Barcelona. Durant el 2018 va estar uns mesos residint a Madrid participant a Servir y proteger, de TVE. El gener de 2019 s'instal·là a Buenos Aires, on és conegut gràcies a la sèrie Merlí a través de Netflix. A la capital argentina actualment actua a la telenovel·la Argentina, tierra de amor y venganza, on interpreta en Bruno, un català fugit de la Guerra Civil. També ha estat bastant anomenat a la premsa del cor. El desembre de 2019 tornà a instal·lar-se a Catalunya.

## Filmografia
Televisió
- Les veus del Pamano (2009)
- El cor de la ciutat (2008-2009)
- Merlí (2015-2018)
- Servir y proteger (2018)
- Argentina, tierra de amor y venganza (2019-?)

Cinema
- Els nens salvatges (2012)
- El pare (2012)
- Asmodexia (2014)